# Gál Péter (rendező)
Gál Péter (Budapest, 1918. április 2. – Budapest, 2006. január 30.) magyar színész, rendező, színházigazgató.

## Pályafutása
Pályája elején, a második világháború előtt a Független Színpadhoz szerződött. Munkáselőadásokban vett részt. A felszabadulás után előbb a Madách Színház, majd a Belvárosi Színház társulatának tagja volt. 1949-től a Fővárosi Népszórakoztató Intézmények művészeti igazgatója volt. 1951-ben a Vidám Színpad alapítója és 1951–1957 között igazgatója volt. Ezt követően a Magyar Rádió rendezője lett. Ő volt a nagy népszerűségre szert tett szombat esti rádiókabaré létrehozója.
1968-tól Simó Sándor több filmjében vállalt kisebb epizódszerepeket, de játszott Szabó István Tűzoltó utca 25. és Bacsó Péter Riasztólövés című filmjében is. Vendégrendezőként több alkalommal vett részt az Irodalmi Színpad munkájában.
A Mikroszkóp Színpad alapítója és főrendezője volt 1978-as, hivatalos nyugállományba vonulásáig. Ezt követően alapította meg a Hauer kabarémúzeumot. 1972-es megalakulásától kezdve rendezte a Korona Pódium műsorait, nevével fémjelzett külső előadásaikat színházakban, külföldön is.
2006. január 30-án hunyt el Budapesten. Február 8-án a Farkasréti temető művészparcellájában helyezték örök nyugalomra.

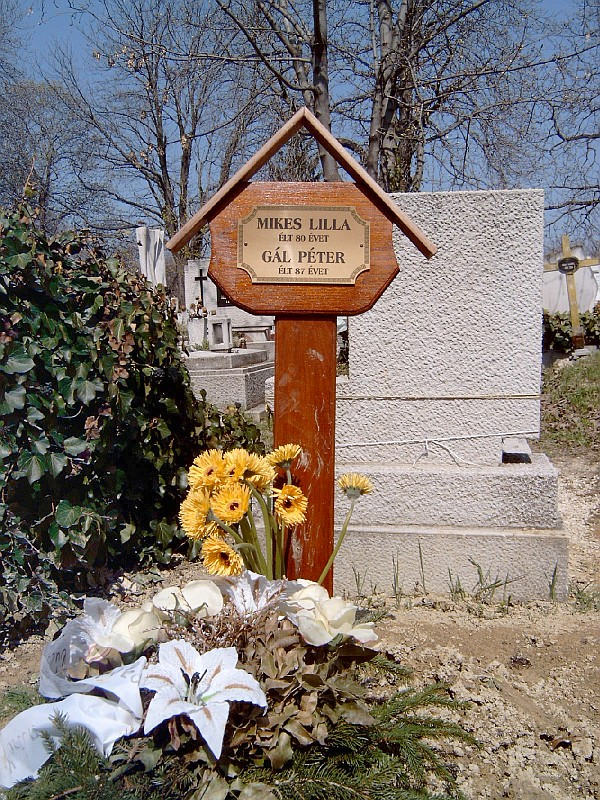
Sírja a Farkasréti temetőben (25-7-52)

## Néhány nevezetes színházi rendezése
- Tabi László: Végállomás, kiszállni! (1949)
- Tabi Lászlóː Nem a tükör görbe (1953)
- Békeffi István: Hogy volt! (1954)
- Gyárfás Miklós: Giccs-parádé (1961)
- Arisztophanész – Ovidius – Boccaccio: Szerelmi múzeum, Irodalmi Színpad, 1962
- Platón – Theokritosz – Luxorius – Szapphó – Ovidius: Erato, Irodalmi Színpad, 1963
- Franz Kafka-est
- Ki a tettes?
- Selmeczi Elek: Divina Büronia

## Filmszínészként
- 1968 – Bors (tévéfilmsorozat) – Az attasé című epizód (rendezte: Simó Sándor)
- 1969 – Szemüvegesek (rendezte: Simó Sándor) – Willner
- 1972 – A legszebb férfikor (rendezte: Simó Sándor) – Willner
- 1973 – Tűzoltó utca 25. (rendezte: Szabó István) – Imre/dr. Máté Vilmos
- 1977 – Riasztólövés (rendezte: Bacsó Péter)

## Díjai, elismerései
- 1998 – A Magyar Köztársasági Érdemrend kiskeresztje